# Museum Slag bij Heiligerlee
Museum Slag bij Heiligerlee is een in een voormalige boerderij gevestigd museum in het dorp Heiligerlee in de Groningse gemeente Oldambt. Het behandelt de zestiende-eeuwse veldslag bij Heiligerlee tussen Nederlandse opstandelingen en een leger van de Spaanse landsheer. Met het in de nabijheid gevestigde Klokkengieterijmuseum is het museum ondergebracht in de stichting Musea Heiligerlee.

## Slag
Op 23 mei 1568 wist een klein leger onder leiding van Lodewijk en Adolf, graven van Nassau en jongere broers van Willem van Oranje, de Spanjaarden een nederlaag toe te brengen. De slag bij Heiligerlee was de eerste overwinning van de opstandelingen in wat bekend zou worden als de Tachtigjarige Oorlog. In het museum staat deze slag, waarbij graaf Adolf om het leven kwam, centraal.

## Collectie
Een wandvullende presentatie met afbeeldingen en tekst behandelt de wereld van toen, de aanleiding voor de opstand en de betekenis van de veldslag voor Nederland. Op een niet lang na de veldslag gemaakte grote afbeelding is te zien hoe men vol trots, maar wel een beetje geflatteerd, de prestatie van Lodewijk en Adolf voor het nageslacht vast wilde leggen. De bezoekers krijgen de gelegenheid om, aan de hand van de museale presentatie, te beoordelen of het beeld van de Tachtigjarige Oorlog zoals ze dat op school hebben geleerd wel klopt. 
In het museum zijn harnassen en wapens uit de zestiende eeuw te zien, de bezoeker kan die ook in de hand nemen. Tentoongestelde bodemvondsten belichten, net als een collectie oude boeken, allerlei aspecten van de veldslag bij Heiligerlee.
In een auditorium kan een korte film met het verhaal van de Slag bij Heiligerlee worden bekeken.